# Ryōichi Hattori
Ryoichi Hattori (服部 良一, Hattori Ryōichi), connu également sous le nom de Masao Murasame (村雨 まさを, Murasame Masao), né le 1er octobre 1907 à Osaka et décédé le 30 janvier 1993, est un parolier et compositeur japonais. Bien que porté sur le jazz, il est essentiellement connu pour ses créations musicales de kayōkyoku, genre populaire souvent considéré comme l'ancêtre de la J-Pop actuelle. Il est notamment un des principaux acteurs de la mode du boogie-woogie et du jazz dans le Japon d'après-guerre, participant à rendre célèbre de grands noms de la chanson de l'époque, telles Shizuko Kasagi ou encore Hibari Misora.

## Titres célèbres
- Tokyo Boogie-Woogie (Shizuko Kasagi)
- Kaimono Boogie-Woogie (Shizuko Kasagi)
- Aoi Sanmyaku (Ichirō Fujiyama)
- Ginza Boogie (Hibari Misora)

## Musique de films
- 1940 : Nuits de Chine (支那の夜, Shina no yoru?) d'Osamu Fushimizu
- 1943 : La Guerre de l'opium (阿片戦争, Ahen sensō?) de Masahiro Makino
- 1947 : Encore une fois (今ひとたびの, Ima hitotabi no?) de Heinosuke Gosho
- 1949 : La Montagne bleue (青い山脈, Aoi sanmyaku?) de Tadashi Imai
- 1960 : The Wild, Wild Rose (野玫瑰之戀) de Wang Tian-lin
- 1960 : Alakazam, le petit Hercule (西遊記, Saiyūki?) d'Osamu Tezuka
- 1967 : Hong Kong Nocturne (香江花月夜) d'Umetsugu Inoue